# Bodião-fogueira
O bodião-fogueira (nome científico: Bodianus pulchellus) é um peixe perciforme marinho da família dos labrídeos (Labridae), descrito por Felipe Poey em 1860. É amplamente distribuído no Atlântico Oeste, de Carolina do Norte (Estados Unidos) ao sul do Brasil, incluindo todo o Caribe e registros em São Tomé, na África. Habita recifes rochosos e de coral a profundidades de quinze a vinte e quatro metros, raramente abaixo de vinte e quatro metros. Alimentação de zooplâncton e invertebrados bentônicos, incluindo parasitas em outros peixes.

## Etimologia
O nome popular "bodião" (ou bodiano) é empregado para se referir a uma ampla variedade de peixes perciformes. Sua origem é obscura. Joan Coromines, a respeito de budión, propôs que: "talvez [derive] de bode, 'cabra', devido à aparência repulsiva que a viscosidade de suas muitas escamas dará ao budión". Seu primeiro registro ocorreu no século XVI. O nome genérico Bodianus derivou de Bodiano ou Pudiano, que por sua vez derivou do português pudor. Por sua vez, o epíteto específico pulchellus derivou de um diminutivo em latim que significa "bonito", em referência à coloração atraente desta espécie.

## Taxonomia
O bodião-fogueira foi descrito pela primeira vez por Felipe Poey em 1860, sob o nome Cossyphus pulchellus. Faz parte da família dos labrídeos (Labridae) e da subfamília dos bodianíneos (Bodianinae).

## Descrição
O bodião-fogueira possui corpo robusto, comprimido lateralmente e de formato fusiforme ou normal, com focinho pontudo e boca protrátil que se abre na parte frontal, apresentando lábios espessos. A parte posterior do maxilar superior não é visível na bochecha. Possui placas dentárias moedoras na garganta, um dente canino na parte posterior do maxilar superior e caninos fortes na parte frontal de ambas as mandíbulas. Os rastros branquiais variam de 15 a 16, e as membranas branquiais são fundidas sob a garganta. A nadadeira dorsal tem 12 espinhos e de 9 a 11 raios moles, sem uma separação evidente entre as partes espinhosa e mole; a nadadeira anal possui 3 espinhos e 12 raios moles. A linha lateral é contínua e suavemente arqueada, com 29 a 31 escamas grandes e poros. O comprimento máximo registrado é de 28,5 a 29 centímetros para machos ou indivíduos sem sexo determinado, sendo o comprimento comum de cerca de 18 centímetros.
A coloração do bodião-fogueira é bastante distinta e chamativa. Juvenis apresentam coloração amarelo-brilhante, com uma grande mancha preta cobrindo os quatro primeiros espinhos da nadadeira dorsal. Nos adultos, a cabeça, o corpo, as nadadeiras pélvicas, anal, os três quartos frontais da nadadeira dorsal, a parte inferior da base da cauda e a borda inferior da nadadeira caudal são vermelho-intensos, com uma faixa branca tênue que vai da boca até a metade do corpo. As nadadeiras peitorais são vermelhas, com a ponta superior escurecida, enquanto a base da cauda, a parte posterior da nadadeira dorsal e a nadadeira caudal são amarelo-vivo, com uma mancha preta na porção frontal da dorsal.

## Distribuição e habitat
O bodião-fogueira ocorre desde a América do Norte (Carolina do Norte, nos Estados Unidos) até o sul da América do Sul (Colômbia, Brasil, Guiana e Venezuela), incluindo o golfo do México (Belize, Costa Rica, Guatemala, Honduras, México, Nicarágua, Panamá e Porto Rico) e Caribe (Anguila, Antígua e Barbuda, Baamas, Barbados, Bonaire, Santo Eustáquio, Saba, ilhas Caimã, Cuba, Curaçau, Dominica, República Dominicana, Granada, Guadalupe, Haiti, Jamaica, Martinica, Monserrate, São Cristóvão e Neves, Santa Lúcia, São Martinho (francês), São Vicente e Granadinas, São Martinho (neerlandês), Trindade e Tobago, Ilhas Turcas e Caicos, Ilhas Virgens Britânicas e Ilhas Virgens Americanas). Também há registros em ilhas do Atlântico Oriental, como São Tomé e Príncipe, e na costa da Guiné Equatorial.
Na costa brasileira, o bodião-fogueira é registrado no litoral do Maranhão, Rio Grande do Norte, Paraíba, Pernambuco, Bahia, Espírito Santo, Rio de Janeiro, São Paulo e Santa Catarina, incluindo todas as ilhas oceânicas, como a Serra Vitória-Trindade, os arquipélagos de Fernando de Noronha e São Pedro e São Paulo, além das ilhas costeiras. Trabalhos recentes indicam registros em ecossistemas recifais mesofóticos nas regiões de Abrolhos, Fernando de Noronha, Rio Grande do Norte, Paraíba, no complexo insular Martin Vaz e na Serra Vitória-Trindade. É uma espécie associada a recifes, ocorrendo em habitats como recifes de corais, rochosos e de ostras, incluindo bordas de recifes, coluna d'água e fundos macios adjacentes. Sua distribuição em profundidade varia de 10 a 120 metros, embora seja mais comum abaixo dos 20 metros. Os adultos habitam principalmente recifes de corais e rochosos, sendo raramente encontrados em profundidades superiores a 24 metros.

## Biologia e ecologia

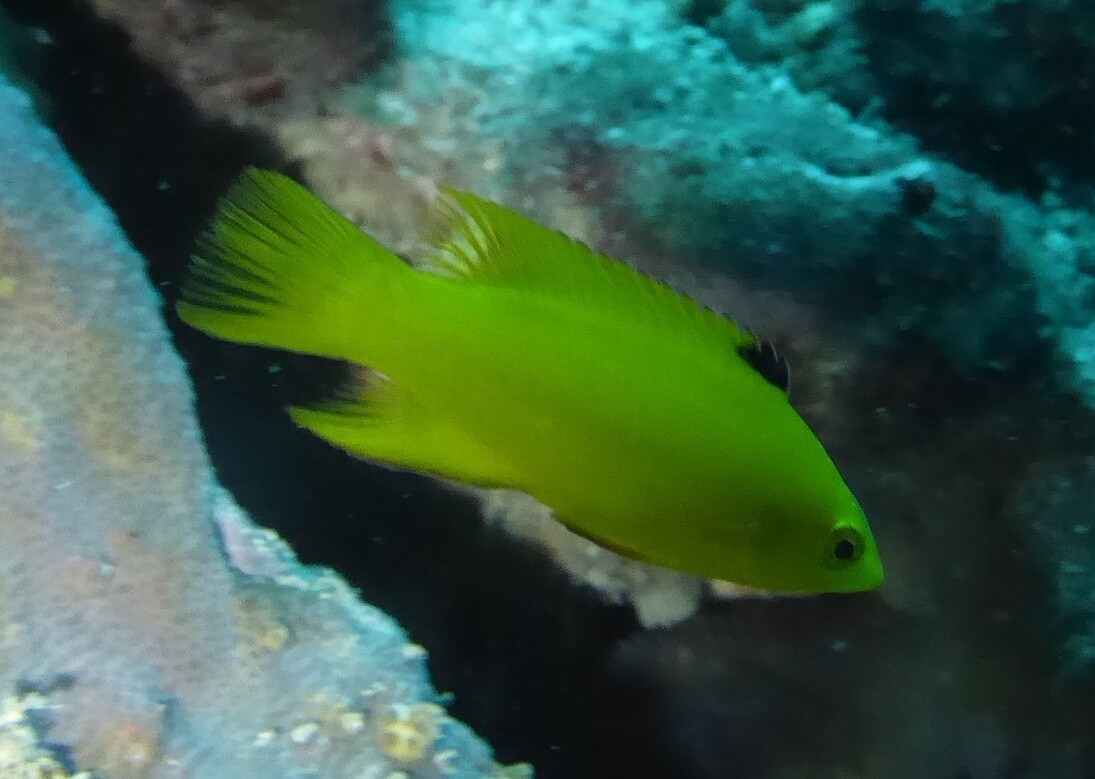
Juvenil

O bodião-fogueira alimenta-se de uma variedade de invertebrados bentônicos móveis, como camarões, caranguejos, gastrópodes e bivalves, além de vermes bentônicos. Também se alimenta de zooplâncton, estrelas-do-mar, pepinos-do-mar, ouriços-do-mar e ectoparasitas. Estudos recentes o identificam como pertencente ao grupo funcional de invertívoros/planctívoros, com características semelhantes às de alguns labrídeos (Halichoeres poyei, H. dimidiatus e H. brasiliensis), por apresentar boca ampla, dentes caninos e pedúnculo caudal mais espesso. Os juvenis da espécie atuam como limpadores, retirando parasitas de outros peixes. Também foram relatadas interações ecológicas do bodião-fogueira como seguidor da espécie nuclear Myrichtys ocellatus, sendo ambas classificadas na categoria trófica de invertívoros. É uma espécie ovípara, formando pares distintos durante a reprodução, e pode hibridizar com o bodião-papagaio (Bodianus rufus).

## Conservação

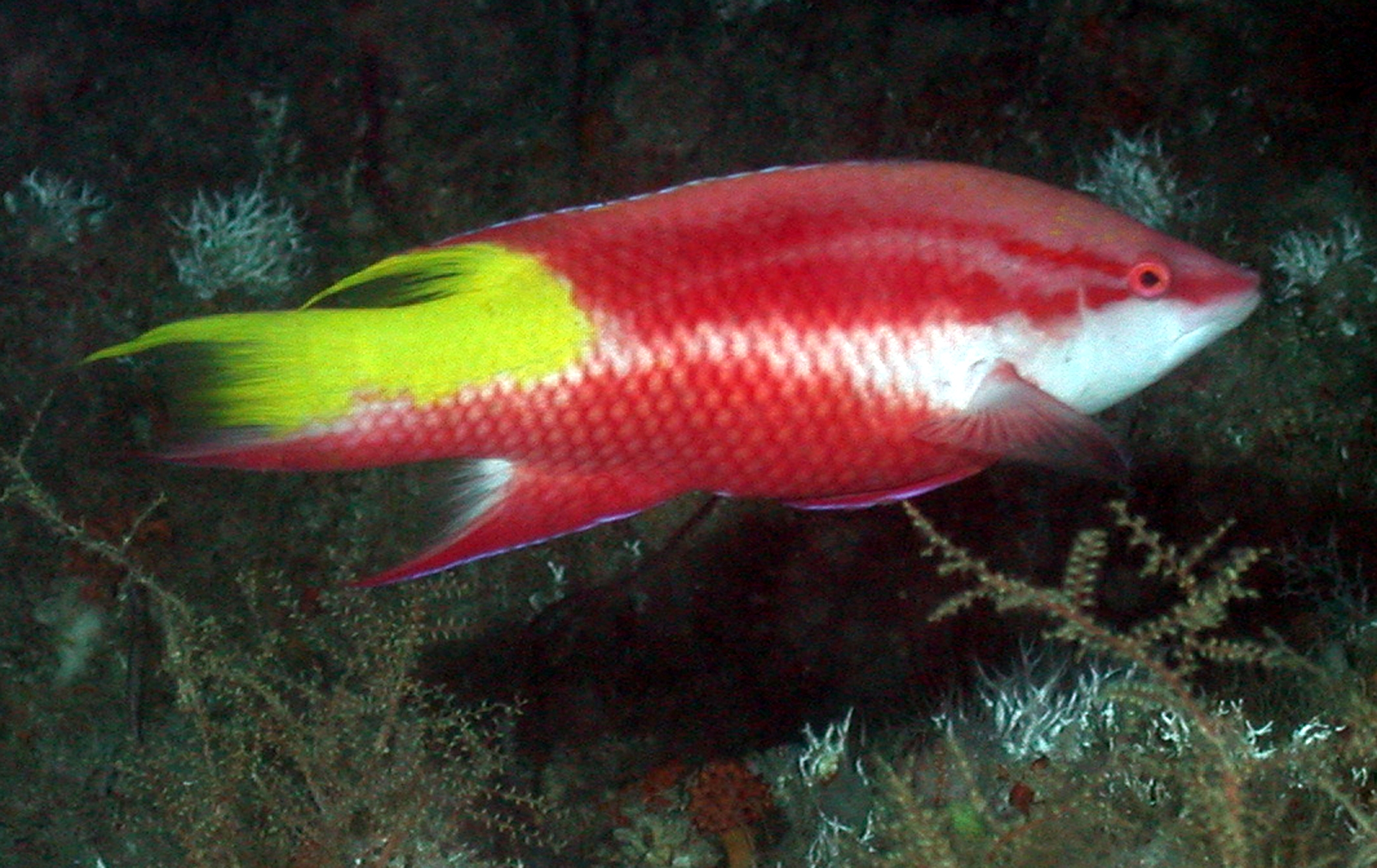
Indivíduo avistado ao sul dos Estados Unidos

A União Internacional para a Conservação da Natureza (UICN) classifica o bodião-fogueira como uma espécie pouco preocupante (LC). Esta espécie possui uma distribuição relativamente ampla no Atlântico Ocidental. É de tamanho moderadamente grande, não sendo comumente comercializada para alimentação, mas frequentemente observada no comércio de aquarismo. Por habitar águas mais profundas, os juvenis são os mais capturados para esse fim. Dados oficiais do IBAMA registraram a exportação de 3 531 indivíduos do bodião-fogueira pelo comércio de aquarismo no Brasil em 2007. Em 2014, foi classificado com a rubrica de Dados Insuficientes (DD) no Livro Vermelho da Fauna Ameaçada de Extinção no Estado de São Paulo de 2014; e em 2018, como pouco preocupante (LC) no Livro Vermelho da Fauna Brasileira Ameaçada de Extinção do Instituto Chico Mendes de Conservação da Biodiversidade (ICMBio).
Ferreira et al. (2001), por meio de observações subaquáticas na região de Arraial do Cabo, no Rio de Janeiro, registraram uma densidade média de 0,10 indivíduos (±0,04) por 160 metros quadrados, representando 0,02% do total observado. A espécie é considerada um dos peixes mais abundantes no Arquipélago de São Pedro e São Paulo. Em levantamento na ilha da Trindade, no Espírito Santo, Pinheiro et al. (2011) relataram uma biomassa de 3 g/40 m² e abundância relativa de 0,02 ind./40 m². Na região de São Sebastião, em São Paulo, é relativamente comum nas ilhas, embora não muito abundante. Campanhas de monitoramento das assembleias de peixes recifais na ilha de Alcatrazes (litoral norte de São Paulo), realizadas nos verões de 2015, 2016 e 2019 com uso de censo estacionário, revelaram a seguinte variação na biomassa média (± erro padrão): 2015 – 1,59 g/m² ± 0,35; 2016 – 3,56 g/m² ± 0,56; e 2019 – 0,97 g/m² ± 0,20. A tendência populacional da espécie é desconhecida, e não há dados disponíveis sobre a contribuição de populações estrangeiras para a manutenção das populações nacionais.
No Brasil, o bodião-fogueira está presente em várias áreas de conservação: Área de Proteção Ambiental Costa dos Corais (APA Costa dos Corais), Área de Proteção Ambiental Fernando de Noronha (APA Fernando de Noronha), Área de Proteção Ambiental do Arquipélago de Trindade e Martim Vaz (APA Trindade e Martim Vaz), Estação Ecológica Tupinambás (ESEC Tupinambás), Monumento Natural do Arquipélago das Ilhas Cagarras (Mona Ilhas Cagarras), Reserva Biológica Marinha do Arvoredo (Rebio Arvoredo), Reserva Extrativista do Corumbau (Resex Corumbau), Área de Proteção Ambiental Marinha do Litoral Centro (APA Litoral Centro), Área de Proteção Ambiental Marinha do Litoral Norte (APA Litoral Norte), Parque Estadual da Ilha Anchieta (PE Ilha Anchieta), Parque Estadual Marinho do Parcel de Manuel Luís (PEM Parcel de Manuel Luís).